# Valenzuela (Paraguay)
Valenzuela è un centro abitato del Paraguay, situato nel Dipartimento di Cordillera, a 107 km dalla capitale del paese, Asunción. Forma uno dei 20 distretti in cui è diviso il dipartimento.

## Popolazione
Al censimento del 2002 la località contava una popolazione urbana di 713 abitanti (5.581 nel distretto).

## Caratteristiche
Nella località, conosciuta nel paese per la coltivazione dell'ananas, si trova una chiesa parrocchiale che possiede un grande valore storico-culturale: al suo interno sono presenti immagini lignee e un pulpito in stile barocco risalente all'epoca delle missioni dei gesuiti. I numerosi torrenti della zona formano spiagge fluviali che offrono un discreto richiamo turistico.